# Dactylella
Dactylella es un género de hongos mitospóricos en la familia Orbiliaceae. El género aloja 72 especies.  Se destacan por atrapar y digerir gusanos nematodos.
Los miembros de este género forman una estructura en forma de lazo corredizo con varias células alargadas. Cuando son estimuladas por un nematodo que pasa por la estructura, las células se hinchan, ajustando el lazo y atrapando al nematodo. Los filamentos luego crecen por dentro del nematodo para absorber sus nutrientes.

## Especies
- Dactylella acrochaeta Drechsler 1952
- Dactylella alaskana Matsush. 1975
- Dactylella alba (Preuss) Sacc. 1886
- Dactylella ambrosia (Gadd & Loos) K.Q. Zhang, Xing Z. Liu & L. Cao 1995
- Dactylella anisomeres Drechsler 1962
- Dactylella aphrobrocha Drechsler 1950
- Dactylella arcuata Scheuer & J. Webster 1990
- Dactylella arnaudii Yadav 1960
- Dactylella atractoides Drechsler 1943
- Dactylella attenuata Xing Z. Liu, K.Q. Zhang & R.H. Gao 1997
- Dactylella beijingensis Xing Z. Liu, C.Y. Shen & W.F. Chiu 1992
- Dactylella candida (Nees) de Hoog 1985
- Dactylella chichisimensis Ts. Watan. 2001
- Dactylella cionopaga Drechsler 1950
- Dactylella clavata R.H. Gao, M.H. Sun & Xing Z. Liu 1995
- Dactylella clavispora J. Chen, L.L. Xu, B. Liu & Xing Z. Liu 2007
- Dactylella coccinella Ying Yang & Xing Z. Liu 2005
- Dactylella coelobrocha Drechsler 1947
- Dactylella copepodii G.L. Barron 1990
- Dactylella coprophila Faurel & Schotter 1965
- Dactylella crassa Z.Q. Miao, Lei & Xing Z. Liu 1999
- Dactylella cystospora R.C. Cooke
- Dactylella dasguptae (S.K. Shome & U. Shome) de Hoog & Oorschot 1985
- Dactylella deodycoides  Drechsler
- Dactylella dianchiensis Y. Hao & K.Q. Zhang 2004
- Dactylella dorsalia Y. Zhang bis, Z.F. Yu & K.Q. Zhang 2007
- Dactylella formosana J.Y. Liou, G.Y. Liou & Tzean 1995
- Dactylella formosensis Sawada 1959
- Dactylella fusariispora (Mekht.) K.Q. Zhang, Xing Z. Liu & L. Cao 1995
- Dactylella fusiformis Grove
- Dactylella gampsospora (Drechsler) de Hoog & Oorschot 1985
- Dactylella gephyropaga Drechsler 1937
- Dactylella haptospora Drechsler) K.Q. Zhang, Xing Z. Liu & L. Cao 1995
- Dactylella heptameres Drechsler 1943
- Dactylella heterospora Drechsler 1943
- Dactylella huisuniana J.L. Chen, T.L. Huang & Tzean 1998
- Dactylella implexa (Berk. & Broome) Sacc. 1886
- Dactylella inquisitor Jarow. 1971
- Dactylella intermedia T.F. Li, Lei & Xing Z. Liu 1998
- Dactylella lignatilis M.H. Mo & K.Q. Zhang 2005
- Dactylella lysipaga Drechsler 1937
- Dactylella mammillata S.M. Dixon 1952
- Dactylella megalobrocha Glockling 1994
- Dactylella microaquatica Tubaki 1957
- Dactylella nuorilangana X.F. Liu & K.Q. Zhang 2006
- Dactylella oxyspora (Sacc. & Marchal) Matsush. 1971
- Dactylella panlongana X.F. Liu & K.Q. Zhang 2006
- Dactylella papayae Sawada 1959
- Dactylella passalopaga Drechsler 1936
- Dactylella piriformis (Preuss) Sacc. 1886
- Dactylella plumicola Grove 1916
- Dactylella polycephala Drechsler 1937
- Dactylella polyctona (Drechsler) K.Q. Zhang, Xing Z. Liu & L. Cao 1995
- Dactylella pseudoclavata Z.Q. Miao & Xing Z. Liu 2003
- Dactylella pulchra (Linder) de Hoog & Oorschot 1985
- Dactylella ramosa Matsush. 1971
- Dactylella rhombica Matsush. 1971
- Dactylella rhopalota Drechsler 1943
- Dactylella sclerohypha Drechsler 1950
- Dactylella shizishanna X.F. Liu & K.Q. Zhang 2003
- Dactylella stenobrocha Drechsler 1950
- Dactylella stenocrepis Drechsler 1962
- Dactylella strobilodes Drechsler 1950
- Dactylella tenuis Drechsler 1943
- Dactylella thaumasia Drechsler 1937
- Dactylella turkmenica Soprunov 1958
- Dactylella ulmi Puttemans
- Dactylella vermiformis Z.F. Yu, Ying Zhang & K.Q. Zhang 2007
- Dactylella xinjiangensis J. Chen, L.L. Xu, B. Liu & Xing Z. Liu 2007
- Dactylella yoaniae Y.D. Zhang & X.G. Zhang 2011
- Dactylella yunnanensis K.Q. Zhang, Xing Z. Liu & L. Cao 1995
- Dactylella zhongdianensis J. Zhang & K.Q. Zhang 2005